# Onésimo Redondo Ortega

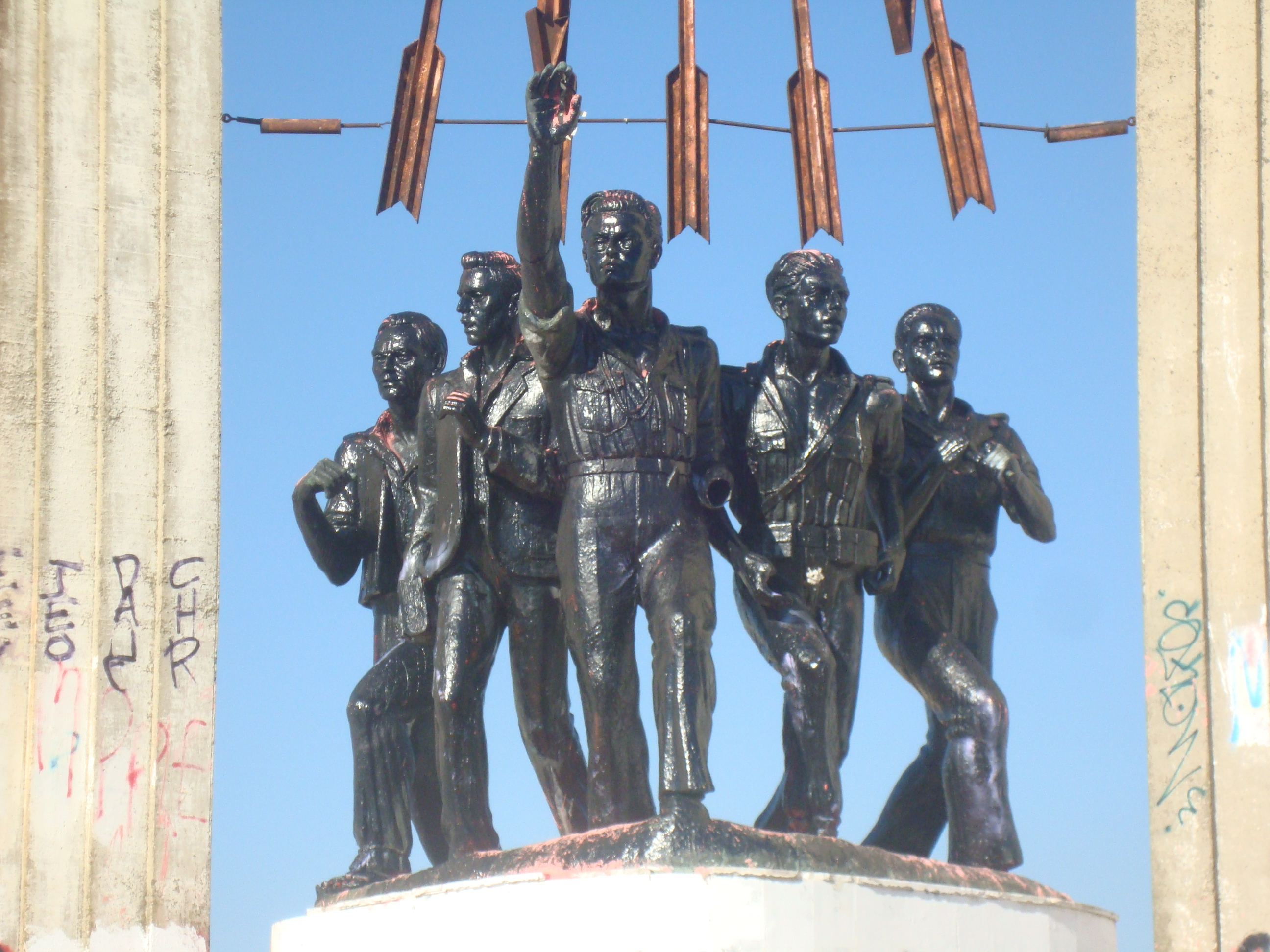
Onésimo Redondo, representat amb el braç alçat, al centre del monument que té dedicat al Cerro de San Cristóbal (Valladolid)

Onésimo Redondo Ortega (Quintanilla de Abajo, avui Quintanilla de Onésimo, Valladolid, 16 de febrer de 1905-Labajos, Segòvia, 24 de juliol de 1936) va ser un dirigent nacionalsindicalista espanyol, un dels fundadors de les JONS, partit que després es va integrar a la Falange Española de las JONS (11 de febrer de 1934). Durant el règim franquista va ser conegut com "cabdill de Castella".
Va néixer en una família de propietaris agrícoles. Va estudiar batxillerat a Valladolid. Va obtenir per oposició una plaça d'administratiu a la Delegació d'Hisenda de Salamanca, i a la universitat d'aquesta ciutat es va llicenciar en dret el 1926. Després d'acabar els estudis universitaris, es va traslladar de nou a Valladolid per preparar l'oposició al Cos d'Advocats de l'Estat, a la qual es va presentar l'any següent, però sense èxit. El 1927, gràcies a la mediació d'Ángel Herrera Oria, director del periòdic catòlic El Debate, va obtenir una plaça com a lector d'espanyol a la Universitat de Mannheim, a Alemanya.
Atenent les lloançes a Hitler dins el llibre biogràfic editat pels seus fills, Onésimo Redondo. Caudillo de Castilla, l'estada a Alemanya tingué importància en la seva futura carrera política, ja que en aquells dies el Partit Nacional Socialista dels Treballadors Alemanys experimentava un fort creixement. L'octubre de 1928 va tornar a Espanya. Va iniciar la carrera política com a líder del Sindicat de Conreadors de Remolatxa de Castella la Vella, o "Sindicat Remolatxer". El 1929 va fer el servei militar a Valladolid.
Durant aquesta època va conèixer Mercedes Sanz Bachiller, amb la qual es va casar el 12 de febrer de 1931. Inicialment vinculat al moviment d'Acción Católica, es va distanciar d'aquesta organització, que considerava ancorada en el liberalisme burgès. Després de la proclamació de la II República, va fundar, l'agost de 1931, un grup polític denominat Juntes Castellanes d'Actuació Hispànica, que rebutjava el sistema democràtic i propugnava l'acció directa com a mitjà per a la conquesta del poder. Poc abans, el juny del mateix any, havia fundat la revista que seria el principal òrgan d'expressió del seu moviment, Libertad, en la qual va signar atacs al marxisme, als jueus i al capitalisme burgès, i va expressar l'admiració pels règims feixistes europeus.
El novembre d'aquest mateix any, la seva organització es va fondre amb la que liderava Ramiro Ledesma Ramos, editor de la revista La Conquista del Estado. Resultat d'aquesta fusió van ser les JONS (Juntas de Ofensiva Nacional Sindicalista), que van adoptar com a emblema el jou i les fletxes, que antany eren un emblema dels Reis Catòlics. Les JONS, els estatuts de les quals es van aprovar oficialment el 30 de novembre, estaven dirigides per un triumvirat central, format per Onésimo Redondo, Ramiro Ledesma i Francisco Jiménez (més endavant substituït per Antonio Bermúdez Cañete). L'objectiu d'aquest nou partit, declaradament antimarxista, és la creació de l'Estat nacionalsindicalista, de caràcter totalitari. Com a mètode d'acció propugnaven l'acció directa, i rebutjaven el sistema electoral, per considerar-lo liberal-burgès i corrupte. Encara que Redondo havia estat abans, en la seva època d'Acción Católica, partidari de la monarquia, el 1931 no s'oposava a la república com a forma de l'estat. L'òrgan principal del partit continua sent la revista Libertad, en la qual, per aquestes dates, Redondo va publicar una traducció comentada del famós libel antisemita Protocols dels savis de Sió.
El 1932 va prendre part en la fracassada revolta del general Sanjurjo. Per evitar ser detingut, va travessar la frontera i es va exiliar a Portugal, primer a Curia i després a Porto. Des de l'exili va impulsar la publicació d'un nou setmanari nacionalsindicalista Igualdad, que va aparèixer el 14 de novembre de 1932, i al qual Redondo va enviar des de l'exili portuguès nombrosos articles polítics. L'abril de 1933 va crear, juntament amb Ledesma Ramos, una nova revista, J.O.N.S., com a òrgan del seu partit. L'octubre va tornar a Espanya i va tornar a instal·lar-se a Valladolid. Va decidir presentar-se candidat a les eleccions legislatives del 19 de novembre de 1933, però a última hora va retirar la candidatura per a evitar perjudicar la dreta de la CEDA.
El 24 de març de 1934, en un acte celebrat en el Teatre Calderón de Valladolid, les JONS es van fusionar amb la Falange Española, el partit de José Antonio Primo de Rivera. El nou partit, Falange Española de les JONS, va quedar sota la direcció de Primo de Rivera, Ledesma i Julio Ruiz de Alda, amb la qual cosa Redondo va passar a un segon pla. Quan el 1935 Ledesma es va separar del nou partit, Redondo va optar per romandre a la Falange.

El gener del 1936, en una nota de premsa, pronosticà la guerra civil i demanà l'extermini de l'"Anti-Espanya", els enemics de la pàtria:
Ens trobem en una veritable guerra civil entre germans, i fins a quin punt arriba l'odi ho diuen els mateixos periòdics. Mitja Espanya maquina l'extermini de l'altra meitat. Ara bé, un règim, una situació legal, que fa possible aquesta guerra civil, s'ha d'acabar. Com? No pas amb un armistici, ni amb una pacificació dels esperits il·lusòria. No és possible que convisquin pacíficament Espanya i Anti-Espanya. Cal exterminar els enemics de la Pàtria. Creure en una solució democràtica és, si més no, una ingenuïtat.
Text original en castellà:
Estamos en una verdadera guerra civil entre hermanos, y hasta qué punto llega el odio lo dicen los mismos periódicos. Media España maquina el exterminio de la otra media. Ahora bien, un règimen, una situación legal, que hace posible esta guerra civil, debe terminar. ¿Cómo? No ciertamente con un armisticio, ni con una pacificación de los espíritus ilusoria. No es posible que convivan pacíficamente la España y la Anti-España. Hay que exterminar a los enemigos de la Patria. Creer en una solución democrática es, por lo menos, una ingenuidad.
El 19 de març de 1936 va ser detingut a Valladolid. Durant la reclusió va romandre en contacte epistolar amb el líder del seu partit, Primo de Rivera, també empresonat. El 25 de juny va ser traslladat a la presó d'Àvila, de la qual va ser alliberat el 18 de juliol pels militars revoltats en començar la Guerra Civil espanyola. Es va dirigir a Valladolid, on es va posar al capdavant d'un grup armat de falangistes que va marxar cap a Madrid i va combatre a l'Alto de los Leones. El dia 24 de juliol, Redondo, amb dos companys de partit, va arribar en automòbil al poble de Labajos, que creia zona nacional, i va morir en una emboscada de les tropes republicanes. Segons sembla, va identificar erròniament com a falangistes militants anarquistes de la CNT per la semblança de les seves banderes, i va morir crivellat.
El règim franquista el va convertir en un dels "màrtirs de la Croada". Avui està bastant oblidat, i només és recordat per alguns militants d'extrema dreta. Al lloc de la seva mort, a Labajos, hi ha un monument commemoratiu en el qual els militants de la Falange fan cada any una ofrena floral. La vídua, Mercedes Sanz Bachiller, fou la fundadora, l'octubre de 1936, de l'Auxili d'Hivern (després dit Auxili Social), organització benèfica integrada en el partit falangista que va arribar a tenir una gran rellevància en els primers temps del franquisme. Va existir certa rivalitat entre l'Auxili Social i la Secció Femenina, dirigida per la germana de José Antonio, Pilar Primo de Rivera.

## Escrits
- Protocolos de los Sabios de Sión. Valladolid, Ediciones Libertad, 1932
- Onésimo Redondo, caudillo de Castilla (fragmentos de artículos periodísticos y discursos políticos). Valladolid, Ediciones Libertad, 1937.
- El Estado Nacional. Valladolid, Ed. Libertad, 1938
- Obras Completas: edición cronológica (2 vols.) Madrid, Dirección General de Información, Publicaciones Españolas, 1954-1955.
- Textos políticos. Madrid, Editorial Doncel, 1975.